# Adler Diplomat
Adler Diplomat är en bilmodell från Adler, tillverkad 1934-1938.  
| Typ              | Diplomat (3G) | Diplomat (3GS) | Diplomat (3G (Ü)) | Diplomat (3GS (Ü)) |
| Tillverkningsår  | 1934-1935     | 1934-1935      | 1935-1938         | 1935-1938          |
| Förbrukning      | 17 l / 100 km | 18 l / 100 km  | 17 l / 100 km     | 18 l ( 100 km      |
| Högsta hastighet | 105 km/h      | 100 km/h       | 105 km/h          | 100 km/h           |
| Elektricitet     | 6 Volt        | 6 Volt         | 6 Volt            | 6 Volt             |
| Längd            | 4750 mm       | 4900 mm        | 4900 mm           | 5050 mm            |
| Bredd            | 1740 mm       | 1740 mm        | 1740 mm           | 1740 mm            |
| Höjd             | 1650 mm       | 1650 mm        | 1650 mm           | 1650 mm            |
| Vändkrets        | 12,0 m        | 12,4 m         | 12,0 m            | 12,4 m             |